# Качкі-Середні
Качкі-Середні (пол. Kaczki Średnie) — село в Польщі, у гміні Турек Турецького повіту Великопольського воєводства.
Населення — 415 осіб (2011).
У 1975-1998 роках село належало до Конінського воєводства.

## Демографія
Демографічна структура станом на 31 березня 2011 року:
|          | Загалом | Допрацездатний вік | Працездатний вік | Постпрацездатний вік |
| -------- | ------- | ------------------ | ---------------- | -------------------- |
| Чоловіки | 196     | 38                 | 143              | 15                   |
| Жінки    | 219     | 47                 | 125              | 47                   |
| Разом    | 415     | 85                 | 268              | 62                   |